# Irena Angelovna
Irena Angelovna, též Marie (1178? – 27. srpna 1208, hrad Hohenštauf) byla krátce královna sicilská a poté švábská vévodkyně a královna římská. Její životní osud úzce souvisel se štaufským výbojem na Sicílii. Walter von der Vogelweide zval Irenu „růží bez trnů, holubicí bez žluče“.

## Život
Irena se narodila v rozmezí let 1177–1181 jako dcera byzantského císaře Izáka II. a Ireny Komnenovny. Pravděpodobně roku 1193 byla provdána za Rogera z Hauteville, krále Sicílie. 24. prosince téhož roku se z mladé manželky stala mladá vdova. Poté, co Sicilské království dobyl císař Jindřich VI., nechal významné muže země preventivně převézt do Říše, na hrad Trifels. Mezi zajatci byla i Irena, která se v květnu 1197 v Gunzelechu u Augsburgu stala manželkou císařova mladšího bratra Filipa, vládce Švábska a Toskánska, který byl původně jako nejmladší syn určen pro duchovní kariéru a také se jí až do smrti dvou starších bratrů skutečně věnoval. Býval biskupem ve Würzburgu. Roku 1198 byl zvolen římským králem a s Otou Brunšvickým bojoval o vládu nad říší.
6. ledna 1205 byla Irena v Cáchách korunována římskou královnou. 21. června 1208 bavorský falckrabě Ota VIII. z Wittelsbachu na sněmu v Bamberku krále Filipa zavraždil. Těhotná Irena se uchýlila na manželův rodový hrad Hohenštauf, kde v srpnu téhož roku společně s novorozenou dcerou zemřela. Byla pochována v benediktinském klášteře Lorch.
Z manželství se narodilo celkem sedm dětí, z nichž se dospělosti dožily čtyři dcery:
- Beatrix, provdána za otcova soupeře o římský trůn Otu IV.
- Kunhuta, provdána za budoucího českého krále Václava I.
- Marie, provdána za vévodu Jindřicha II.
- Alžběta, provdána za kastilského krále Ferdinanda
- Rainald
- Fridrich
- Beatrix